# Daslookgitje
Het daslookgitje (Portevinia maculata) is een vliegensoort uit de familie van de zweefvliegen (Syrphidae). De wetenschappelijke naam van de soort is voor het eerst geldig gepubliceerd in 1817 door Fallen.
De volwassenen zijn te vinden rond daslook wanneer de planten in bloei staan (mei – juni). De larven boren door de bollen van deze plant en overwinteren erin.

## Beschrijving
Tergites 2-4, met grijze vlekken. Bovenste twee derde van gezicht zeer concaaf. Antennes rood.

## Verspreiding
Palearctisch: Zuid-Noorwegen tot Noord-Spanje en Ierland. Oostelijk tot Liechtenstein, Oostenrijk en Noord-Italië.

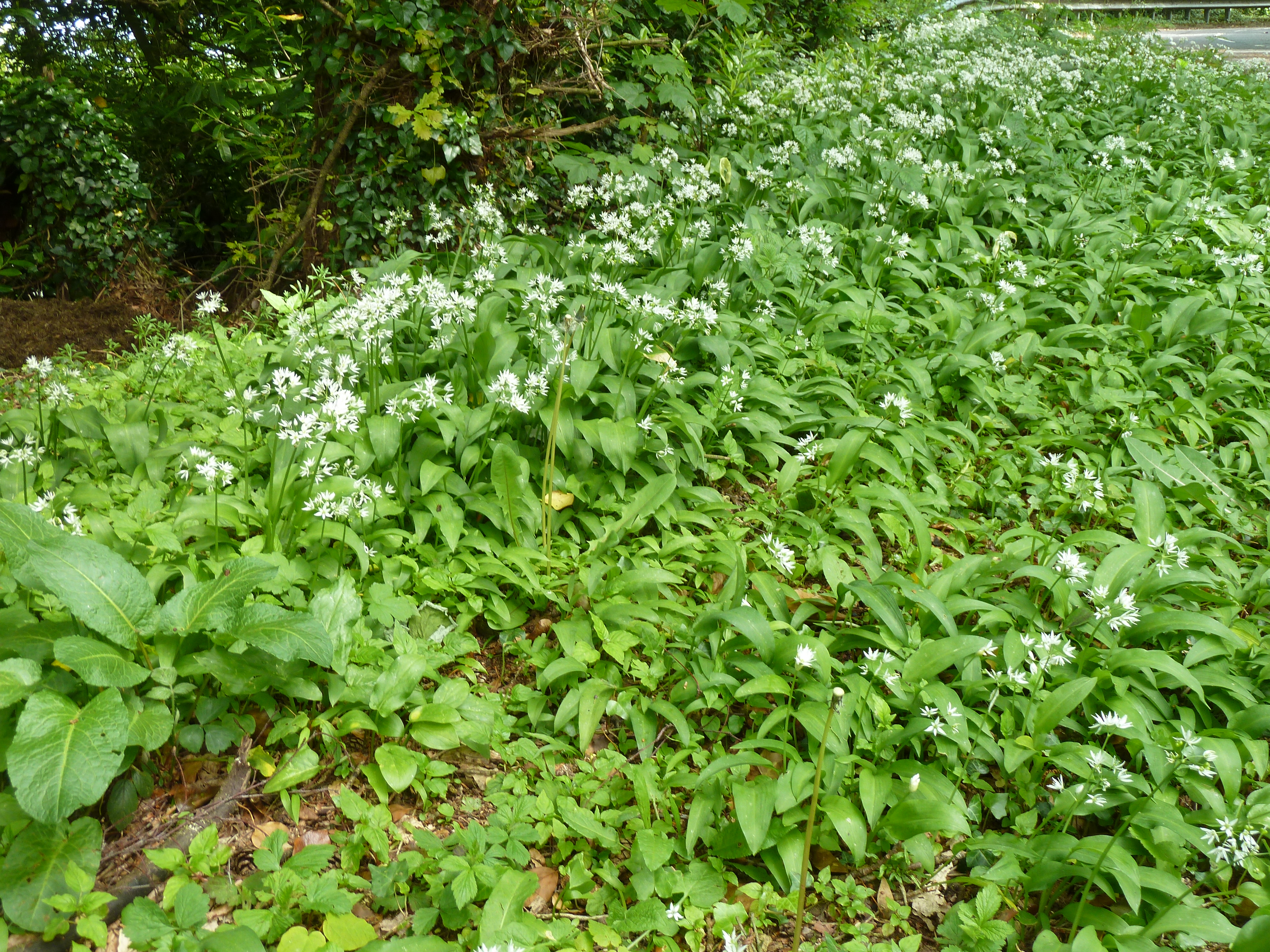
Leefgebied met daslook in Ierland

#### Leefgebied
Loofbossen met  Allium ursinum  of  Allium triquetrum.